# Tylecodon peculiaris
Tylecodon peculiaris är en fetbladsväxtart som beskrevs av E. van Jaarsveld. Tylecodon peculiaris ingår i släktet Tylecodon och familjen fetbladsväxter. Inga underarter finns listade i Catalogue of Life.